# Filozofski fakultet Univerziteta u Sarajevu
Filozofski fakultet u Sarajevu je visokoobrazovna institucija sa sjedištem u Sarajevu, članica Univerziteta u Sarajevu. Ovaj fakultet je osnovan 1950. godine i među najstarijim je visokoobrazovnim institucijama u Bosni i Hercegovini.
Faklutet danas ima 13 odsjeka i dvije katedre, i to sljedeće:
- Anglistika []
- Bošnjački, hrvatski, srpski jezik []
- Filozofija []
- Germanistika []
- Istorija []
- Književnosti naroda BiH []
- Komparativna književnost i bibliotekarstvo []
- Orijentalna filologija []
- Pedagogija []
- Psihologija []
- Romanistika []
- Slavistika []
- Sociologija []
- Katedra za arheologiju []
- Katedra za istoriju umjetnosti []

Do danas je Filozofski fakultet upisalo 44.674 studenta, a dodiplomski studij je završilo 12.126 studenata.
Filozofski fakultet u Sarajavu ima 357 magistara te 278 doktora nauka.
Ovaj fakultet zapošljava 187 nastavnika, asistenata i saradnika u stalnom radnom odnosu, kao i oko 24 saradnika u dopunskom radnom odnosu.
Na čelu Filozofskog fakulteta u Sarajevu nalazi se dekan. U funkciji dekana u dosadašnjoj istoriji ove institucije bio je veći broj djelatnika ovog Fakulteta. Među članovima užeg rukovodstva na Fakultetu su prodekan za nastavno-naučna pitanja, prodekan za finansije i prodekan za naučna pitanja i međunarodnu saradnju. Aktuelni dekan Filozofskog fakulteta u Sarajevu je prof. dr Muhamed Dželilović.

## Spoljašnje veze
- Zvanični veb-sajt